# Liste der Kulturdenkmale in Gleisberg (Roßwein)
In der Liste der Kulturdenkmale in Gleisberg sind die Kulturdenkmale des Roßweiner Ortsteils Gleisberg verzeichnet, die bis März 2024 vom Landesamt für Denkmalpflege Sachsen erfasst wurden (ohne archäologische Kulturdenkmale). Die Anmerkungen sind zu beachten.
Diese Aufzählung ist eine Teilmenge der Liste der Kulturdenkmale in Roßwein.

## Gleisberg
| Bild                                    | Bezeichnung | Lage                           | Datierung | Beschreibung | ID       |
| --------------------------------------- | --- | ------------------------------ | --- | --- | -------- |
| Direkt Bild zu diesem Denkmal hochladen | Östliches Seitengebäude und Scheune eines Vierseithofes | Am Berg 1 (Karte)              | Um 1800 (Seitengebäude); um 1880 (Scheune) | Fachwerkgebäude, von heimatgeschichtlicher Bedeutung. - östliches Seitengebäude: zweigeschossig, Erdgeschoss massiv, verputztes Fachwerk im Obergeschoss, Abschluss Satteldach, - Scheune: eingeschossig mit Drempel, Fachwerkkonstruktion, Abschluss Satteldach - westliches Seitengebäude (Streichung 2000): zweigeschossig mit massivem Erdgeschoss und verputztem Fachwerk im Obergeschoss, Abschluss durch Satteldach | 09304731 |
| Direkt Bild zu diesem Denkmal hochladen | Villa mit Villengarten und Einfriedungsmauer entlang der Straße | Am Berg 2 (Karte)              | Um 1915 | Weitgehend original erhaltene, auf einer Anhöhe stehende Villa umgeben von einem bauzeitlichen Garten von baugeschichtlichem, gartengeschichtlichem sowie landschaftsprägenden Wert. - Villa: eingeschossig, Walmmansarddach, zum Teil originale Fenster und Fensterläden, terrassierter Garten mit Treppchen, Laubentor, Einfriedungstor zur Straße (Nebenanlage) - Garten: dem Gelände entsprechend terrassiert mit Treppen sowie Einfriedungsmauer straßenseitig | 09205892 |
| Direkt Bild zu diesem Denkmal hochladen | Scheune eines Häusleranwesens | An der Feuerwehr 1 (Karte)     | 1. Hälfte 19. Jahrhundert | Ortsbildprägendes Fachwerkgebäude, guter Originalzustand | 09205893 |
| Weitere Bilder                          | Kirche und Kirchhof Gleisberg (Sachgesamtheit) | Chorener Straße 2 (Karte)      | Anfang 13. Jahrhundert | Sachgesamtheit Kirche und Kirchhof Gleisberg mit folgenden Einzeldenkmalen: Kirche mit Ausstattung, Einfriedungsmauer mit Portal des Kirchhofes, Lutherlinde (Gartendenkmal), Kriegerdenkmal für die Gefallenen des Ersten und Zweiten Weltkrieges, Grabfeld mit Einzelgräbern für Soldaten, gefallen im Zweiten Weltkrieg, und eine DRK-Krankenschwester sowie Grabmal für Familie Junghans und Leichenhalle (09205916); romanische Chorturmkirche mit qualitätvoller Ausstattung, von kunstgeschichtlicher Bedeutung umgeben vom alten Kirchhof mit ortsgeschichtlich bedeutsamen Grabmalen und Denkmalen | 09303813 |
| Weitere Bilder                          | Kirche mit Ausstattung, Einfriedungsmauer und Portal des Kirchhofes, Kriegerdenkmal für die Gefallenen des Ersten und Zweiten Weltkrieges, Grabfeld mit Einzelgräbern für Soldaten, gefallen im Zweiten Weltkrieg, und eine DRK-Schwester, Grabmal für Familie Junghans sowie Lutherlinde (Einzeldenkmale der Sachgesamtheit 09303813) | Chorener Straße 2 (Karte)      | Anfang 13. Jahrhundert (Kirche); 1910 (Leichenhalle); nach 1920 (Kriegerdenkmal); 1941,1944 und 1945 (Soldatengrab); nach 1945 (Kriegerdenkmal) | Einzeldenkmale der Sachgesamtheit Kirche und Kirchhof Gleisberg; romanische Chorturmkirche mit qualitätvoller Ausstattung von kunstgeschichtlicher Bedeutung, umgeben vom alten Kirchhof mit ortsgeschichtlich bedeutsamen Grabmalen und Denkmalen. - Kirche: im 12. Jahrhundert als Katharinenkapelle erbaut, Langhaus Mitte 13. Jahrhundert, mehrfach umgebaut, Emporeneinbauten aus dem 18. und 19. Jahrhundert, verputzter Bruchsteinbau mit Chorturm über quadratischem Grundriss und geschweifter barocker Haube, Kirchhof mit Resten der alten Wehrmauer - Innen: Flachgedeckter Raum, zweigeschossige Emporen an Nord- und Südseite (1769, 1829), Orgelempore im Westen, rundbogiger Triumphbogen zum Chor, Sakristei mit Tonnengewölbe, Skulpturen vom Schnitzer des Döbelner Hochaltars, Altartisch aus dem 13. Jahrhundert. Spätgotischer Flügelaltar aus Freiberger Werkstatt, 1519 als Marienaltar für das Zisterzienserkloster Altzella, 1560 nach Gleisberg gekommen, Kanzel 16. Jahrhundert, romanische Taufe, Kruzifix 15. Jahrhundert, 1925 Malerei am Triumphbogen „Jüngstes Gericht“, für welches Gleisberger Einwohner Modell standen, Orgel von Friedrich Gotthelf Pfützner, 1826 oder 1828. Der Denkmalwert ergibt sich aus der künstlerischen und baugeschichtlichen Bedeutung der Kirche und zugehörigen Ausstattung. - Kriegerdenkmal: errichtet zum Gedenken an die Gefallenen des Ersten Weltkrieges nach 1920, Rochlitzer Porphyrtuff, später auch dem Gedenken für die Gefallenen des Zweiten Weltkrieges gewidmet - Kirchhofsmauer mit Portal: Rest der alten Wehrmauer, markant das Ortsbild prägend - Leichenhalle: Massivbau von 1910 - Grabfeld für Soldaten und eine Krankenschwester des DRK, welche im Zweiten Weltkrieg gefallen waren, nördlich des Langhauses - Grabmal Familie Junghans: der im Familiengrab begrabene Curt Junghans war 1912 mit einem Flugzeug abgestürzt - Lutherlinde ohne Vermerk der Pflanzung (Gartendenkmal) Die Kirche mit dem Kirchhof prägt maßgeblich das Ortsbild von Gleisberg. Dem gesamten Ensemble kommt eine große ortsgeschichtliche Bedeutung zu. | 09205916 |
| Direkt Bild zu diesem Denkmal hochladen | Wohnstallhaus, Scheune und Seitengebäude (Stall und Auszugshaus) eines Dreiseithofes | Harzberg 5 (Karte)             | Bezeichnet mit 1821 (Wohnhaus mit älterem Baubestand); 1. Hälfte 19. Jahrhundert (Auszugshaus); 19. Jahrhundert (Scheune)                       | Weitestgehend originales bäuerliches Anwesen mit Wohn- und Wirtschaftsgebäuden in Fachwerkbauweise, von haus- und sozialgeschichtlicher Bedeutung. - Wohnstallhaus: zweigeschossig, Erdgeschoss überformt, Obergeschoss Fachwerk, denkmalgerechte Teilsanierung 2011 - Scheune: Fachwerk mit Kniestock - Auszugshaus: Erdgeschoss massiv, Ställe, Obergeschoss Fachwerk (verputzt) Ställe mit preußischen Kappen. | 09205898 |
| Direkt Bild zu diesem Denkmal hochladen | Häusleranwesen | Hauptstraße 16 (Karte)         | Bezeichnet mit 1835 | Fachwerkgebäude in ortsbildprägender Lage neben der Kirche gelegen. Zweigeschossig, Erdgeschoss massiv und überformt, Obergeschoss in Fachwerkkonstruktion, entstellender Anbau im rückwärtigen Bereich, Schopfwalmdach mit neuer Dachdeckung, geringer Denkmalwert. | 09205793 |
| Direkt Bild zu diesem Denkmal hochladen | Wohnstallhaus eines Vierseithofes | Hauptstraße 24 (Karte)         | Um 1800 | Landschaftstypischer Fachwerkbau, ortsbildprägende Lage, heimatgeschichtliche Bedeutung. Zweigeschossig, traufständig, originale Fenstergewände, Bruchsteinmauerwerk, markantes Schopfwalmdach. | 09205914 |
| Direkt Bild zu diesem Denkmal hochladen | Seitengebäude (Torhaus) und Giebelfassade des Auszugshauses eines ehemaligen Vierseithofes | Hauptstraße 32 (Karte)         | Bezeichnet mit 1832 (Torhaus); um 1840 (Fassade)                                                                                                | Original erhaltenes Torhaus, zwei große Rundbögen mit Schlussstein, Putzassade des Auszugshauses in Formen der 1840er Jahre, etwas reduziert, ortsbildprägend, heimatgeschichtliche Bedeutung. - Torhaus: bereits saniert - Wohnhaus: Zwillingsfenster im Giebel, Segmentbogenfenster im Erdgeschoss, giebelständig, Giebel: massiv, Sandsteingesims | 09205911 |
| Direkt Bild zu diesem Denkmal hochladen | Seitengebäude eines Vierseithofes | Hauptstraße 40 (Karte)         | Um 1800 | Original erhaltenes Seitengebäude mit intaktem Fachwerkobergeschoss von baugeschichtlichem und ortsbildprägendem Wert | 09205913 |
| Direkt Bild zu diesem Denkmal hochladen | Villa mit Park | Roßweiner Straße 6 (Karte)     | Um 1900 | Repräsentativer Bau, landschaftsprägend an der Freiberger Mulde gelegen, zahlreiche originale Baudetails wie Türmchen, Zierfachwerk u. a., seit 2019 zugehörig zur Pufferzone des UNESCO-Welterbes Montanregion Erzgebirge/Krušnohoří. Zweigeschossig, neue Fenster, bewegte Dachlandschaft Villengarten: parkartige Anlage, im Garten ist die alte Wegeführung noch teilweise zu erkennen, Altgehölz aus der Anlagezeit ist noch vorhanden, ebenso ein Brunnenbecken, möglicherweise gab es ursprünglich einen Teich, die Auffahrt ist gepflastert mit Treppchen und Rhododendroneinfassung. | 09205895 |
| Direkt Bild zu diesem Denkmal hochladen | Häuslerhaus und Schuppen | Wetterwitzer Straße 1 (Karte)  | Mitte 17. Jahrhundert | Wohnhaus mit intaktem Fachwerkobergeschoss, Fachwerkkonstruktion mit Kopfstreben, hausgeschichtlich von großer Bedeutung. Häuslerei zweigeschossig, Erdgeschoss massiv in Bruchstein mit späteren Ausbesserungen, Fachwerkobergeschoss mit aufgeblatteten Kopfstreben, einriegelig. | 09205900 |
| Direkt Bild zu diesem Denkmal hochladen | Häuslerhaus | Wetterwitzer Straße 6 (Karte)  | 1. Hälfte 19. Jahrhundert | Straßenbildprägendes, ländliches Wohnhaus mit intaktem Fachwerkobergeschoss, sozialgeschichtlich von Bedeutung. Zweigeschossig, eine Giebelseite ist verkleidet, aber das Fachwerk ist darunter noch erhalten. | 09205899 |
| Direkt Bild zu diesem Denkmal hochladen | Scheune eines Dreiseithofes | Wetterwitzer Straße 8 (Karte)  | 19. Jahrhundert | Dorfbildprägender Fachwerkbau, von heimatgeschichtlicher Bedeutung. - Scheune: Fachwerk liegt nur zur Hofseite frei, Giebelseite verbrettert, Satteldach mit Schiefer gedeckt - Seitengebäude: Erdgeschoss massiv, überformt (Garage), Obergeschoss in Fachwerkkonstruktion, Satteldach mit Schieferdeckung, Gebäude vor 2011 saniert. Streichung des Seitengebäudes auf Vorschlag der Unteren Denkmalschutzbehörde am 23. Mai 2017, Denkmalwert durch tiefgreifende Veränderungen stark herabgesetzt. | 09205798 |
| Direkt Bild zu diesem Denkmal hochladen | Scheune und Seitengebäude eines Vierseithofes | Wetterwitzer Straße 16 (Karte) | 19. Jahrhundert | Weitestgehend original erhaltene Gebäude, typische Wirtschaftsgebäude des 19. Jahrhunderts, von baugeschichtlichem Wert. - Scheune: Fachwerkkonstruktion - Seitengebäude: zweigeschossig, mit Taubenhaus, Erdgeschoss massiv, Obergeschoss Fachwerk Schlichte Fachwerkbauten. Wohnstallhaus 2013 als Denkmal gestrichen. | 09205894 |
| Weitere Bilder                          | Empfangsgebäude des Bahnhofs Gleisberg-Marbach | Zum Bahnhof 2 (Karte)          | 1914 | Bahnhofsgebäude der Bahnstrecke Borsdorf–Coswig, Putzbau im Heimatstil, abwechslungsreiche Baukörpergestaltung, orts-, bau- und verkehrsgeschichtliche Bedeutung | 09306661 |

## Tabellenlegende
- Bild: Bild des Kulturdenkmals, ggf. zusätzlich mit einem Link zu weiteren Fotos des Kulturdenkmals im Medienarchiv Wikimedia Commons. Wenn man auf das Kamerasymbol klickt, können Fotos zu Kulturdenkmalen aus dieser Liste hochgeladen werden:
- Bezeichnung: Denkmalgeschützte Objekte und ggf. Bauwerksname des Kulturdenkmals
- Lage: Straßenname und Hausnummer oder Flurstücknummer des Kulturdenkmals. Die Grundsortierung der Liste erfolgt nach dieser Adresse. Der Link (Karte) führt zu verschiedenen Kartendiensten mit der Position des Kulturdenkmals. Fehlt dieser Link, wurden die Koordinaten noch nicht eingetragen. Sind diese bekannt, können sie über ein Tool mit einer Kartenansicht einfach nachgetragen werden. In dieser Kartenansicht sind Kulturdenkmale ohne Koordinaten mit einem roten bzw. orangen Marker dargestellt und können durch Verschieben auf die richtige Position in der Karte mit Koordinaten versehen werden. Kulturdenkmale ohne Bild sind an einem blauen bzw. roten Marker erkennbar.
- Datierung: Baubeginn, Fertigstellung, Datum der Erstnennung oder grobe zeitliche Einordnung entsprechend des Eintrags in der sächsischen Denkmaldatenbank
- Beschreibung: Kurzcharakteristik des Kulturdenkmals entsprechend des Eintrags in der sächsischen Denkmaldatenbank, ggf. ergänzt durch die dort nur selten veröffentlichten Erfassungstexte oder zusätzliche Informationen
- ID: Vom Landesamt für Denkmalpflege Sachsen vergebene, das Kulturdenkmal eindeutig identifizierende Objekt-Nummer. Der Link führt zum PDF-Denkmaldokument des Landesamtes für Denkmalpflege Sachsen. Bei ehemaligen Kulturdenkmalen können die Objektnummern unbekannt sein und deshalb fehlen bzw. die Links von aus der Datenbank entfernten Objektnummern ins Leere führen. Ein ggf. vorhandenes Icon  führt zu den Angaben des Kulturdenkmals bei Wikidata.